# Akaza Naoyasu
Akaza Naoyasu (赤座 直保?; ... – 1606) è stato un daimyō giapponese del periodo Sengoku, servitore di Toyotomi Hideyoshi.

## Biografia
Conosciuto anche come Kyūbei (久 兵衛?) e Yoshiie (吉家?), aveva il titolo di Bingo no kami. Suo padre, Akaza Naonori (赤座 直則?), fu un servitore di Oda Nobunaga. Naonori fu ucciso in azione quando Akechi Mitsuhide attaccò e uccise Nobunaga durante l'incidente di Honnō-ji.
Naoyasu servì quindi Toyotomi Hideyoshi. Prese parte alla cattura del castello di Iwatsuki e nell'assedio di Oshi nella provincia di Musashi durante la campagna di Odawara e gli fu assegnato un feudo da 20.000 koku a Imajo, nella provincia di Echizen. Supportò successivamente Kobayakawa Hideaki e Horio Yoshiharu.
Nel 1600, durante la battaglia di Sekigahara, fu sotto gli ordini di Ōtani Yoshitsugu, che guidò parte delle forze di Ishida Mitsunari. Tuttavia, approfittando del tradimento di Kobayakawa Hideaki, cambiò alleanza con Wakisaka Yasuharu, Kutsuki Mototsuna e Ogawa Suketada. Assieme travolsero le forze di Yoshitsugu. Dopo la battaglia Tokugawa Ieyasu privò Naoyasu delle sue terre e per questo motivo divenne un servitore di Maeda Toshinaga ricevendo uno stipendio di 7.000 koku.
Nel 1606, guadando un fiume nella provincia di Etchū, cadde da cavallo e morì annegato. Naoyasu fu succeduto dal figlio Akaza Takaharu. Takaharu cambiò il suo cognome in Nagahara (永原?) e divenne un servitore del clan Maeda di Kaga. La famiglia rimase fedele ai Maeda fino alla restaurazione Meiji.